# کونستانتینوس اسکارلاتوس
کونستانتینوس اسکارلاتوس (یونانی: Κωνσταντίνος Σκαρλάτος؛ ۱۷ مارس ۱۸۷۲ – ۱۹۶۹) تیرانداز اهل یونان بود.
وی در مسابقات کشوری و بین‌المللی در مجموع برندهٔ ۱ مدال طلا شده‌است.